# Zygoballus iridescens
Zygoballus iridescens är en spindelart som beskrevs av Banks 1895. Zygoballus iridescens ingår i släktet Zygoballus och familjen hoppspindlar. Inga underarter finns listade i Catalogue of Life.

## Bildgalleri

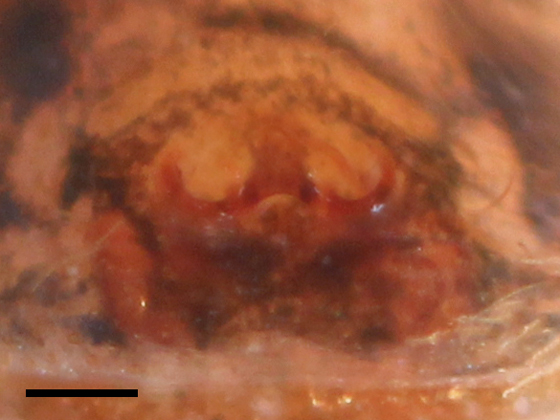
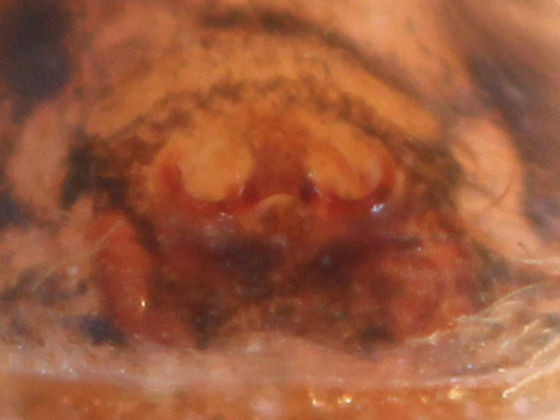
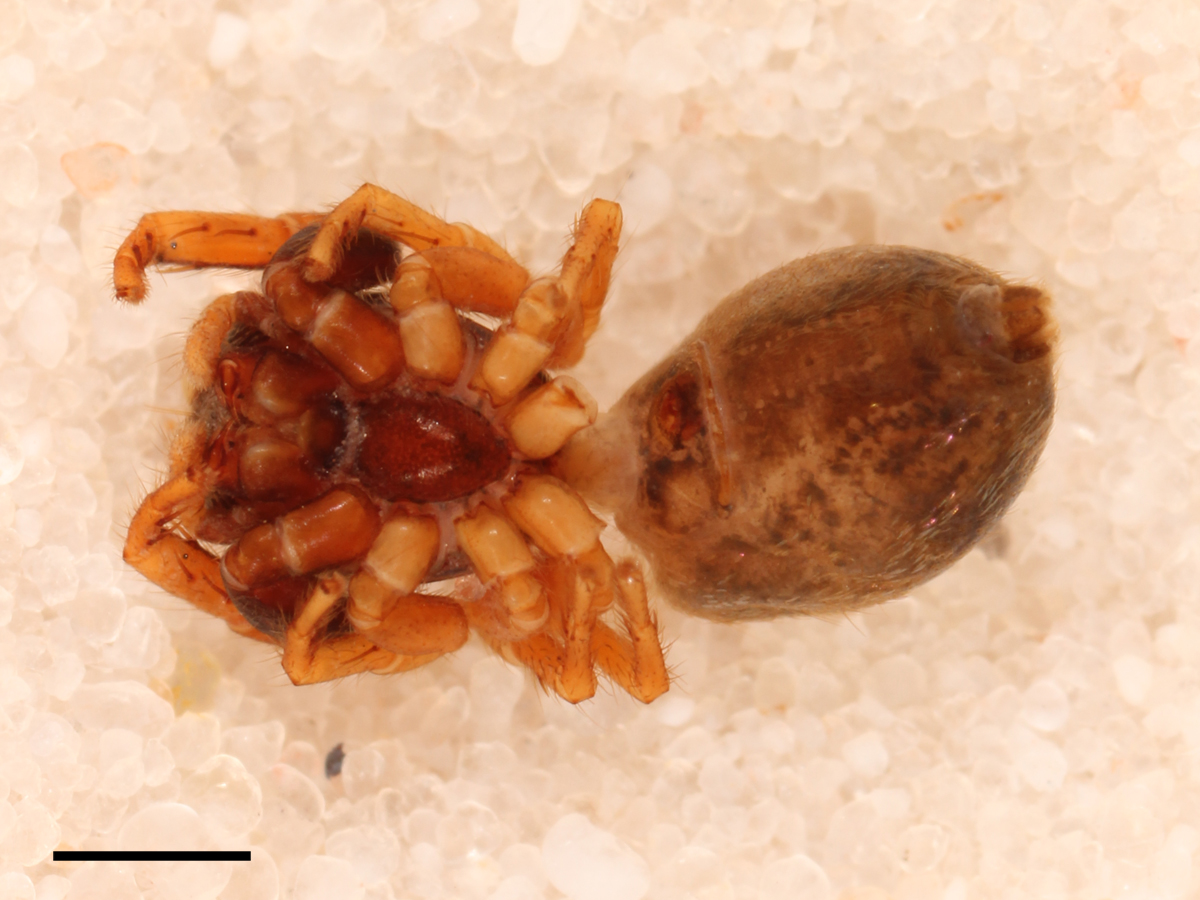